# 'с-Геренберг
'с-Геренберг (нід. 's-Heerenberg) — місто в нідерландській провінції Гелдерланд, безпосередньо на кордоні із Німеччиною. Входить до муніципалітету Монтферланд.
Міські права отримало 1379 року. Мало статус окремого муніципалітету.
У місті розташований Гейс-Берг — один із найвідоміших замків країни.

## Галерея

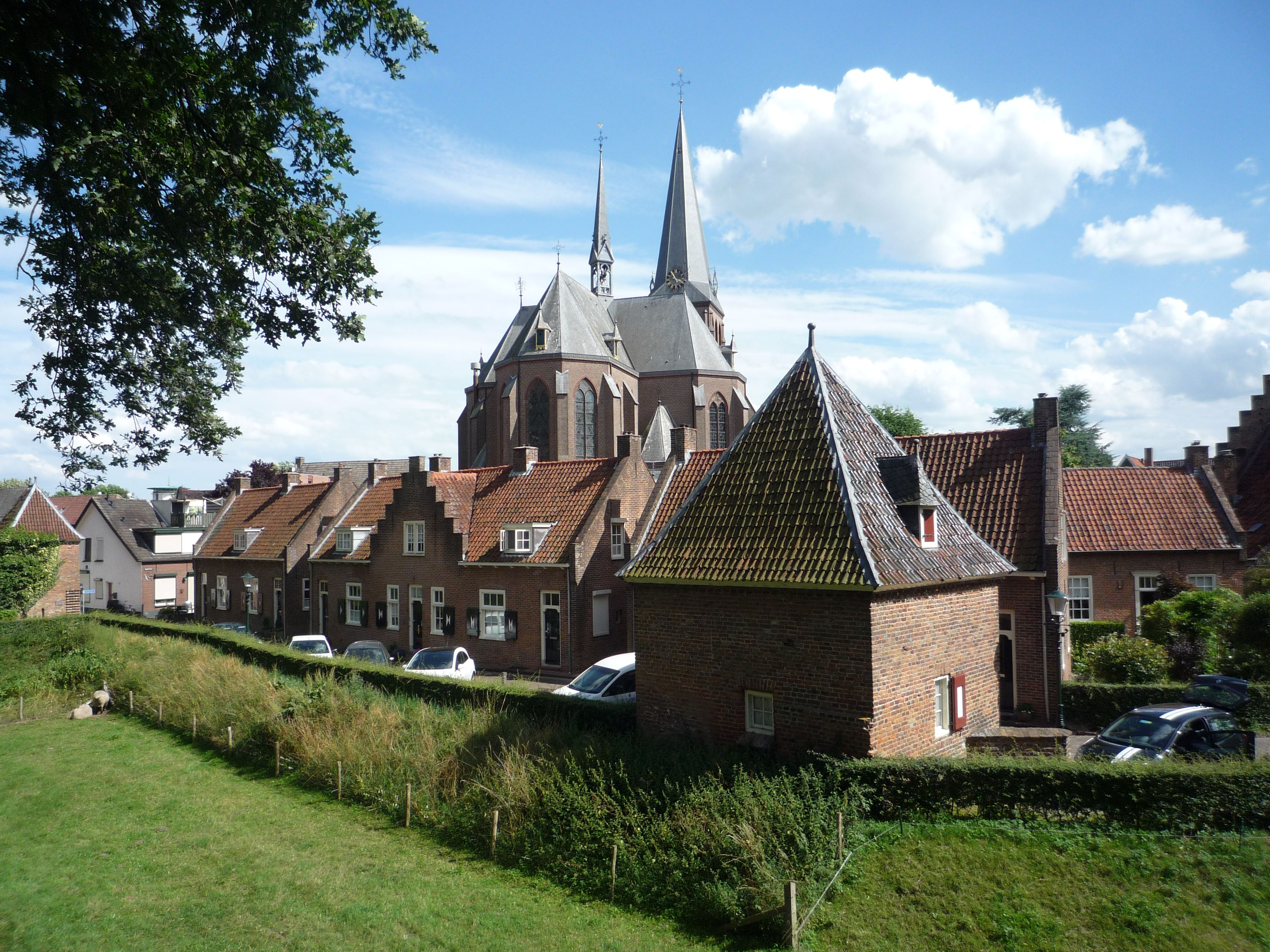
Міська панорама
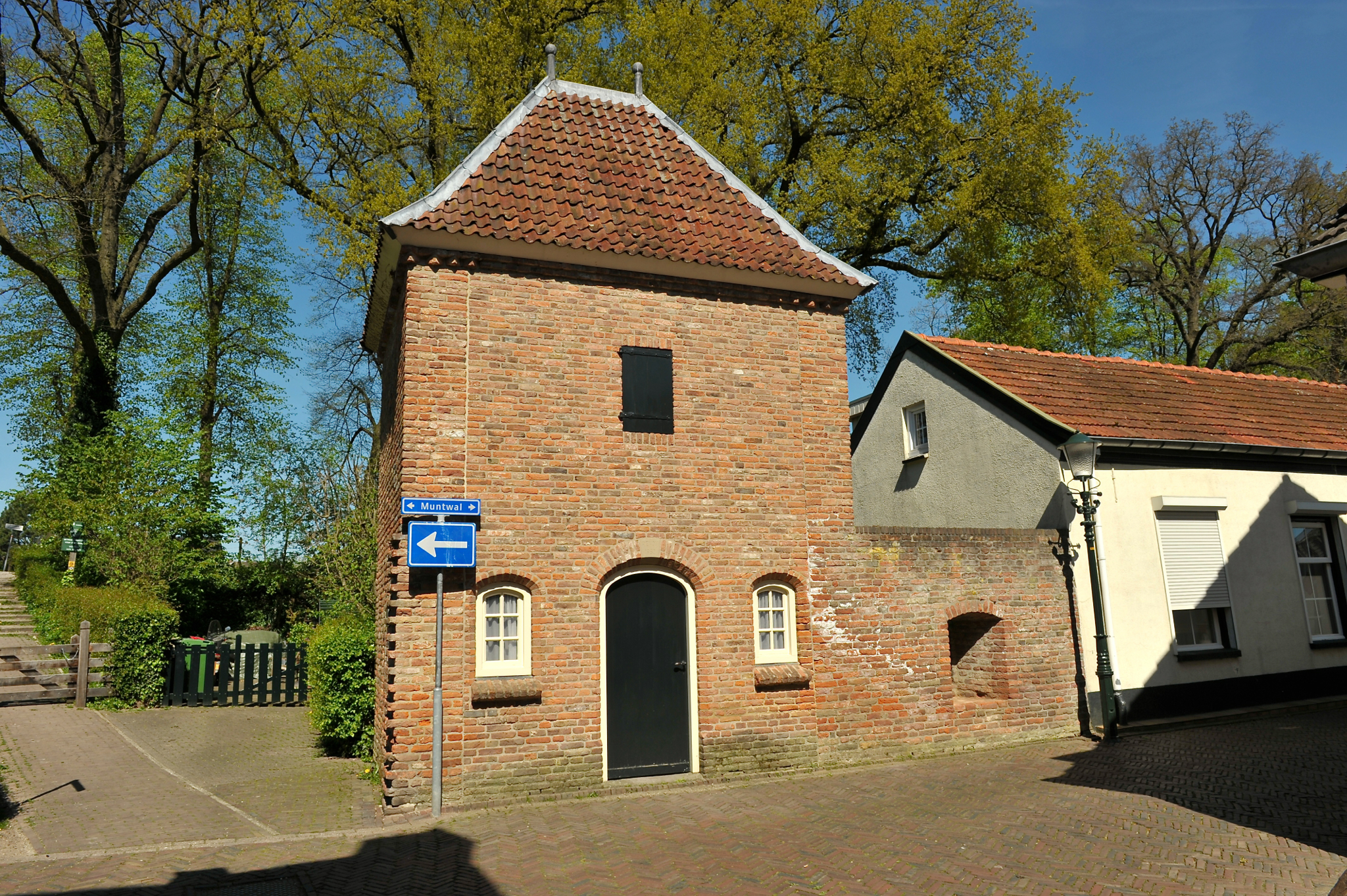
Міський мур
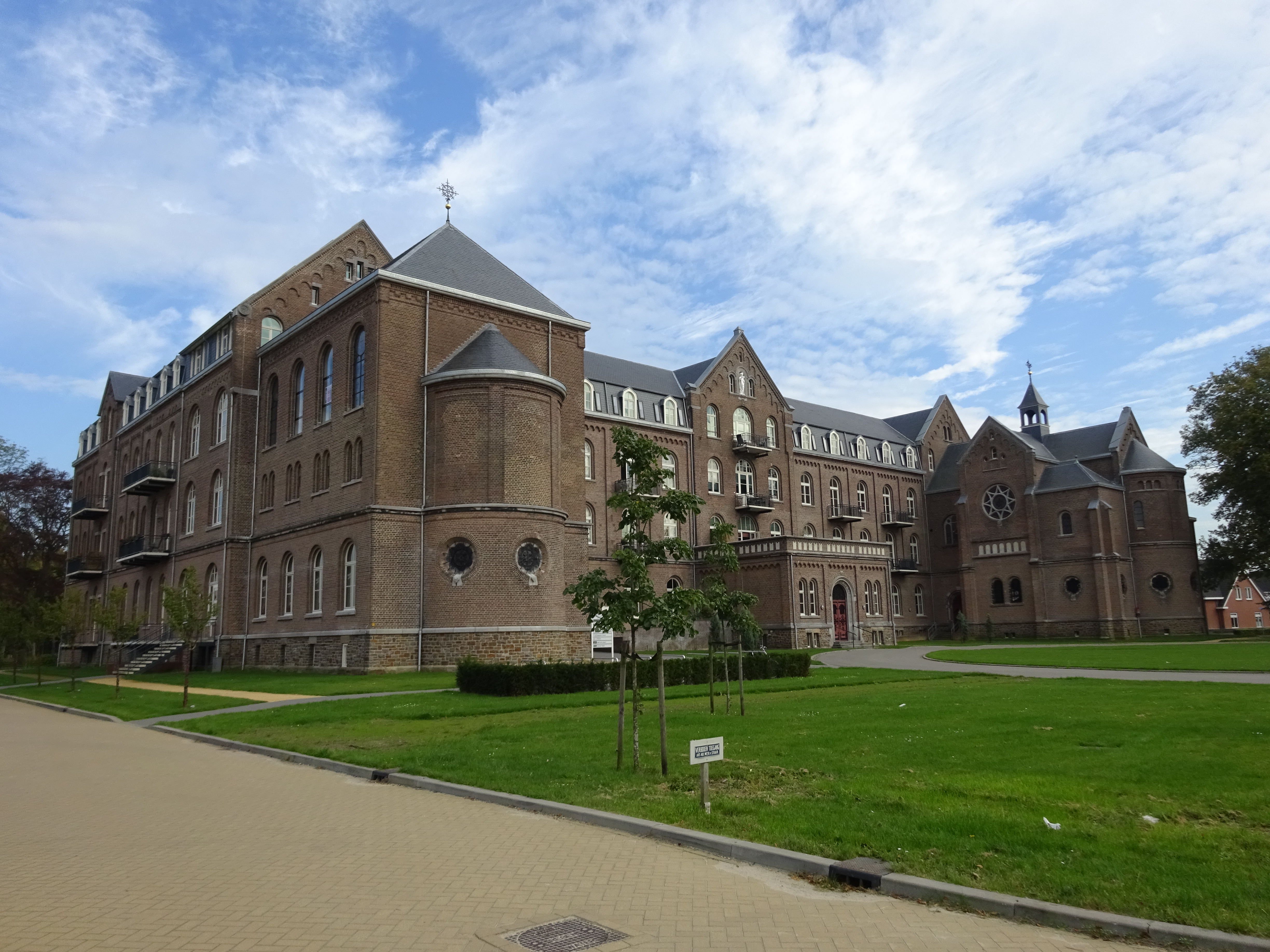
Будівля колишнього монастиря
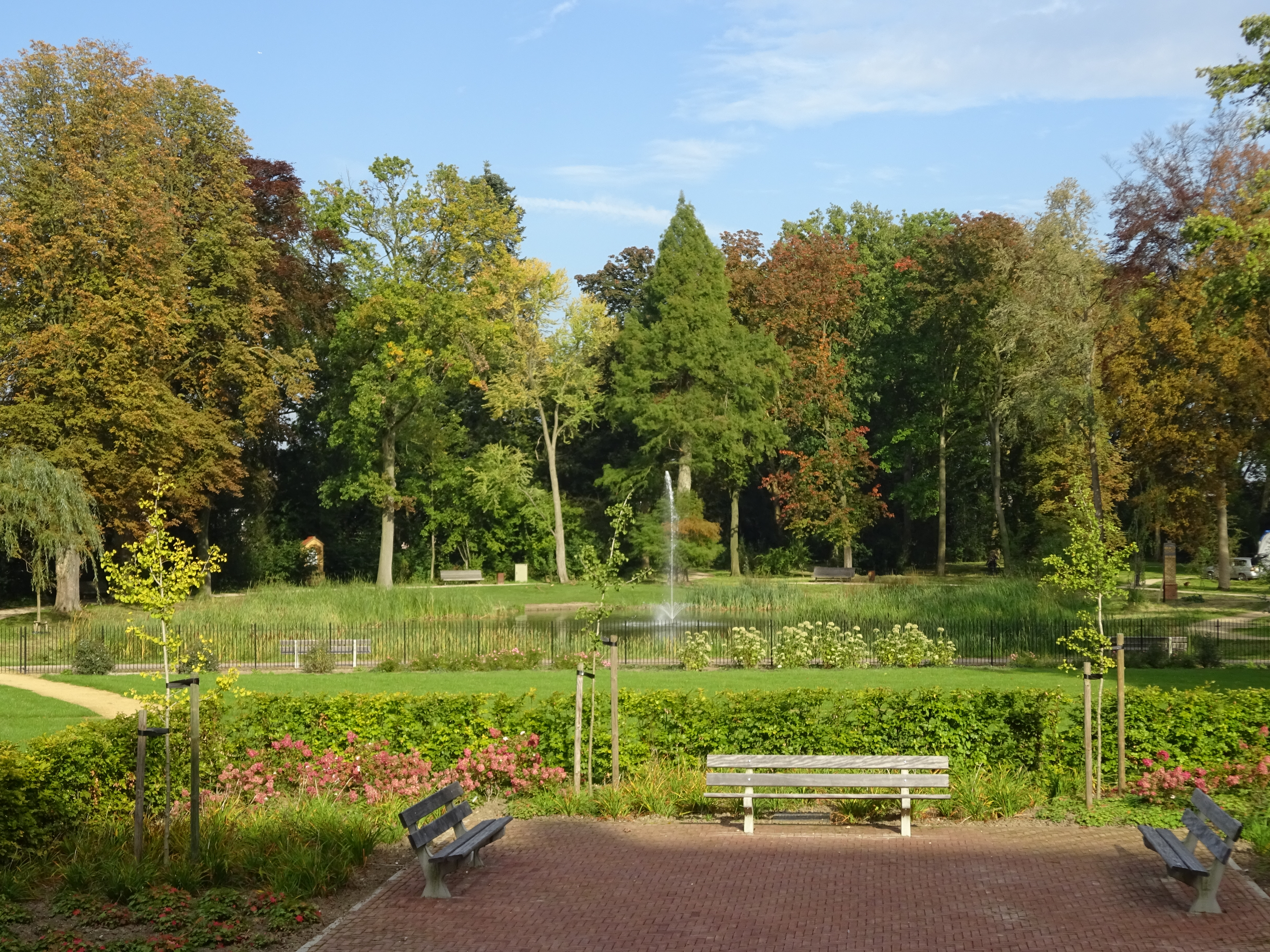
Монастирський парк